# Житняк керченский
Житня́к ке́рченский (иногда также Житняк киммерийский, лат. Agropyron cimmericum) — многолетнее травянистое растение; вид рода Житняк (Agropyron) семейства Злаки (Poaceae).

## Ботаническое описание
Растения с корневищами. Стебли 25-50 (до 80) см высотой, при основании коленчатые, под колосом опушённые. Листья свёрнутые, 2-4 мм шириной, снизу голые, сверху коротко опушённые или длинноволосистые; язычок до 1 мм длиной. Колосья линейные, гребневидные, с отогнутыми и тесно сближенными колосками, 4-7 см длиной, 8-12 мм шириной. Колоски 7-9 мм длиной, (3)4-5-цветковые; колосковые чешуи ланцетно-шиловидные, с остью 1-2 мм длиной, голые или волосистые; нижняя цветковая чешуя (5)6-7 мм длиной, заострённая в ость 1-2,5 мм длиной, реже туповатая, более или менее волосистая. Цветёт в июне. Анемофил.

## Распространение и местообитание
Житняк керченский эндемичен для небольшой области, в Крыму и на северном побережье Азовского моря, где находится в замкнутом пространстве песчаных дюн и пляжей. Степень встречаемости вида менее 5000 км², и площадь обитания менее 500 км². Есть только около 10 субпопуляций с менее чем 250 растений в каждой. Эти субпопуляции сильно фрагментированы и количество растений сокращается. Площади и качество местообитаний вида приходят в упадок из-за развития туризма и урбанизации, поэтому вид оценивается как находящийся под угрозой исчезновения.

## Охранный статус
Вид внесён в Красный список угрожаемых растений Международного союза охраны природы (МСОП, 1998 г.).

### На Украине
Внесён в Красную книгу Украины, охраняется на территории Казантипско-Караларского регионального экоцентра.